# Battaglia di Reichenbach
La battaglia di Reichenbach fu uno scontro minore della guerra della Sesta coalizione, svoltosi il 22 maggio 1813 nei pressi delle cittadine di Reichenbach e Markersdorf nella Germania orientale: le forze francesi di Napoleone Bonaparte, lanciate all'inseguimento dell'armata dei coalizzati sconfitta il giorno prima nella battaglia di Bautzen, agganciarono in combattimento le truppe russe del generale Eugenio di Württemberg, sconfiggendole nel corso di uno scontro confuso ma non riuscendo ad impedire loro di proseguire la ritirata.

## Antefatti
Lo scopo centrale delle forze dell'imperatore Napoleone Bonaparte nel maggio 1813 era quello di ottenere una decisiva vittoria a danno della coalizione di Prussia e Russia, onde cancellare lo smacco per il disastro patito in terra russa e di rinsaldare il controllo della Francia sulla Germania. Dopo la battaglia di Lützen del 2 maggio, un sanguinoso scontro conclusosi con una vittoria francese molto poco decisiva, Napoleone sembrò ottener il successo che cercava nella successiva battaglia di Bautzen del 20-21 maggio: l'armata russo-prussiana del generale Peter Wittgenstein fu chiaramente battuta al termine di un duro scontro proseguito per due giorni, ma la lentezza con cui si era sviluppata la manovra dei corpi d'armata del maresciallo Michel Ney e del generale Jacques de Lauriston e la mancanza di cavalleria fecero ancora una volta sfuggire all'imperatore l'occasione di distruggere le forze dei coalizzati e concludere la campagna a suo favore.
Pur battuta, l'armata di Wittgenstein fu in grado di organizzare un ordinato ripiegamento dal campo di battaglia di Bautzen, muovendo verso est alla volta della provincia prussiana della Slesia. Nelle prime ore del 22 maggio i coalizzati avevano raggiunto l'area tra Weißenberg e Reichenbach nell'allora Regno di Sassonia, da dove Wittgenstein decise di proseguire alla volta di Görlitz, per attraversare il fiume Neiße e mettere questo corso d'acqua tra sé e i francesi lanciati al suo inseguimento; il corpo d'armata russo del generale Michail Andreevič Miloradovič fu posto alla retroguardia con il compito di trattenere eventuali attacchi francesi fin quando il resto dell'armata russo-prussiana non si fosse messa al sicuro oltre il Neiße.

## La battaglia

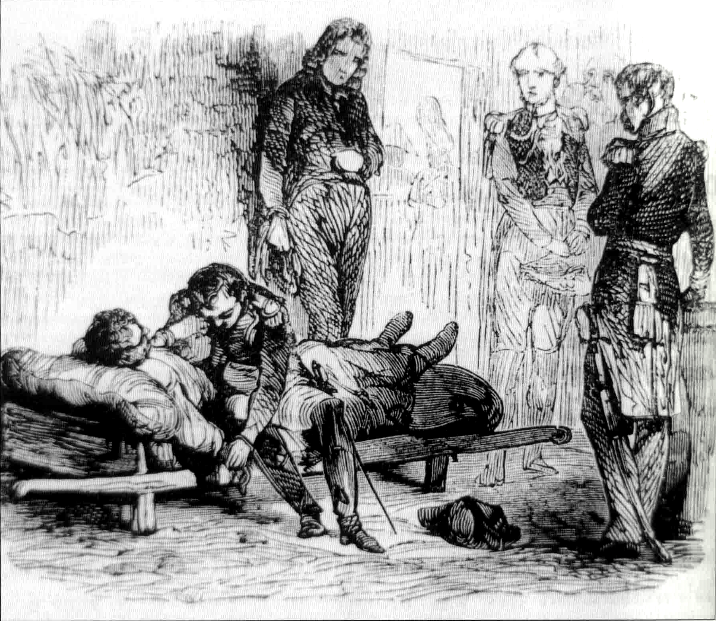
Napoleone assiste alla morte del generale Geraud Duroc, gravemente ferito nello scontro di Reichenbach

All'alba del 22 maggio Napoleone lanciò all'inseguimento del nemico il VII Corpo d'armata del generale Jean Reynier, composto da una divisione francese e due divisioni di truppe alleate sassoni; la prima linea di difesa russa, tenuta dalle truppe del generale Eugenio di Württemberg, era collocata su una serie di alture boscose tra Reichenbach a ovest e Markersdorf a est, a ovest di Weißenberg: l'artiglieria del corpo di Reynier martellò duramente le unità nemiche, ma i russi tennero duro e ogni volta che venivano respinti da una posizione riuscivano sempre ad assumerne una nuova.
Il combattimento si sviluppò senza alcun esito chiaro mentre le perdite andavano accumulandosi da una parte e dall'altra. Alle 10:00, un deciso attacco delle forze di Reynier portò alla conquista dell'abitato di Reichenbach, da cui i due battaglioni di jäger russi che lo difendevano furono cacciati dopo un bombardamento dell'artiglieria pesante francese; Reynier fece avanzare la sua cavalleria, ma pur guadagnando terreno e sospingendo indietro i russi fu tenuto a bada dalle forze di Eugenio. Dopo una pausa, le truppe francesi iniziarono nuovamente ad avanzare nel pomeriggio, scontrandosi con una nuova forza russa attestata a Markersdorf: i russi furono scacciati dalle loro posizioni con una serie di manovre di aggiramento sui fianchi, ma i francesi erano ormai esausti e alle 19:00 lo scontro ebbe termine.
Alcuni alti comandanti francesi persero la vita durante lo scontro di Reichenbach: il generale Jean Pierre Joseph Bruguière, comandante di una divisione di cavalleria del corpo del generale La Tour-Maubourg, rimase gravemente ferito dopo che una palla di cannone gli ebbe amputato entrambe le gambe, morendo poi per le conseguenze delle sue lesioni il 5 giugno 1813. Verso le 19:00 invece, a battaglia quasi conclusa, nei pressi di Markersdorf e sotto gli occhi dello stesso Napoleone una palla di cannone russa piovve su un gruppo di ufficiali francesi uccidendo sul colpo il generale François Joseph Kirgener e ferendo gravemente il generale Geraud Duroc, poi deceduto il giorno seguente; la morte di Duroc, Gran Maresciallo del Palazzo imperiale e aiutante e amico di Napoleone fin dai tempi della prima campagna d'Italia, colpì profondamente l'imperatore ed ebbe una certa influenza nella sua decisione di sospendere lo scontro.

## Conseguenze
La battaglia di Reichenbach fu un successo inutile per i francesi: pur avendo respinto le forze russe, non furono catturati molti prigionieri e il resto delle truppe di Wittgenstein poté proseguire indisturbato la sua ritirata oltre il Neiße alla volta della Slesia. I reparti francesi erano esausti dopo gli scontri di Bautzen e Reichenbach, e senza una forza di cavalleria efficiente a sua disposizione Napoleone perse ben presto il contatto con i russo-prussiani in ritirata. Il 26 maggio la cavalleria prussiana tese poi un'imboscata nei pressi di Haynau ai danni della divisione del generale Nicolas Joseph Maison, rallentando ancora una volta l'inseguimento da parte dei francesi e rinsaldando il morale dei coalizzati; entrambe le parti erano esauste per i combattimenti e bisognose di ricostruire le loro forze in vista del prosieguo della campagna, e su proposta di Napoleone le due parti siglarono l'armistizio di Pleiswitz il 4 luglio 1813, ponendo una temporanea sospensione al conflitto.